# El love feroz o Cuando los hijos juegan al amor
El love feroz o Cuando los hijos juegan al amor és una comèdia satírica espanyola de 1973, òpera prima del director José Luis García Sánchez que mostra els conflictes generacionals dels darrers anys del franquisme. Entre els protagonistes hi ha la futura ministra de cultura espanyola Ángeles González-Sinde, que aleshores era una nena. Fou premiada com a millor pel·lícula al Festival de Cinema de La Corunya.

## Sinopsi
Un matrimoni de classe mitjana, molt tradicional, veu alterat el seu habitual ritme de vida quan els fills comencen a despertar amorosament i ideològicament i es rebel·len contra la rància moral dels seus pares.

## Repartiment
- José Sazatornil - Don Vicente
- Mary Carrillo - Margarita
- Antonio Gamero - Iñaqui
- Alicia Sánchez - Adela
- Tina Sáinz - Ana
- Lina Canalejas - Carmen
- Concha Velasco - Marga
- Ángeles González-Sinde - Rosita

## Premis
Medalles del Cercle d'Escriptors Cinematogràfics
| Any  | Categoria              | Pel·lícula     | Resultat  |
| ---- | ---------------------- | -------------- | --------- |
| 1973 | Millor actor secundari | Antonio Gamero | Guanyador |